# Cate Shortland
Cate Shortland (10 d'agost de 1968) és una guionista i directora australiana. És coneguda pels seus films Somersault, Lore i Berlin Syndrome.

## Filmografia
| Any  | Pel·lícula      | Directora | Guionista | Notes        |
| ---- | --------------- | --------- | --------- | ------------ |
| 1998 | Pentuphouse     | Sí        | Sí        | curtmetratge |
| 1999 | Flowergirl      | Sí        | Sí        | curtmetratge |
| 2000 | Joy             | Sí        | Sí        | curtmetratge |
| 2004 | Somersault      | Sí        | Sí        |              |
| 2006 | The Silence     | Sí        | No        |              |
| 2012 | Lore            | Sí        | Sí        |              |
| 2017 | Berlin Syndrome | Sí        | No        |              |
| 2020 | Black Widow     | Sí        | No        |              |